# Cappie Pondexter
Cappie Marie Pondexter (Oceanside, 7 januari 1983) is een voormalig Amerikaans basketballer. Zij won met het Amerikaans basketbalteam de gouden medaille op de Olympische Zomerspelen 2008.

## Carrière
Pondexter speelde voor het team van de Rutgers-universiteit in New Jersey,  voordat zij in 2006 haar WNBA-debuut maakte bij de Phoenix Mercury. Met dat team won ze in 2007 en 2009 het landelijke kampioenschap. Ze eindigde haar carrière in 2018 bij de Indiana Fever. In totaal speelde ze 13 seizoenen in de WNBA. 
Ook was ze meerder seizoenen actief buiten Amerika. Zo speelde ze in Turkije voor Fenerbahçe Istanbul en Beşiktaş JK.  Met Fenerbahçe wist ze vier keer de Türkiye Bayanlar Basketbol Ligi, de hoogste Turkse basketbaldivisie, te winnen. Ook in de Russische superliga won ze meerdere titels. Ze pakte daar met UMMC Jekaterinenburg twee keer het landskampioenschap. 
Op de Olympische Zomerspelen 2008 in Peking won ze met het Amerikaanse basketbalteam het olympisch goud door Australië te verslaan in de finale. In totaal speelde ze 8 wedstrijden tijdens de Olympische Spelen en wist ze allemaal te winnen. Ze scoorde 51 punten tijdens haar Spelen.

## Statistieken
| Seizoen | Team    | WG  | Punten | FG%  | FT%  | RPW | APW | BPW | PPW  |
| ------- | ------- | --- | ------ | ---- | ---- | --- | --- | --- | ---- |
| 2002-03 | Rutgers | 29  | 532    | 47.7 | 79.8 | 5.1 | 4.9 | 0.2 | 18.3 |
| 2003-04 | Rutgers | 33  | 592    | 41.7 | 76.9 | 4.6 | 4.3 | 0.1 | 17.9 |
| 2004-05 | Rutgers | 27  | 397    | 46.0 | 79.1 | 3.5 | 3.1 | 0.3 | 14.7 |
| 2005-06 | Rutgers | 32  | 690    | 48.3 | 81.0 | 4.2 | 3.2 | 0.1 | 21.6 |
| Totaal  |         | 121 | 2211   | 45.8 | 79.2 | 4.4 | 3.9 | 0.2 | 18.3 |

0 Olympia Scott · 
2 Kelly Miller · 
3 Diana Taurasi · 
5 Teana Miller · 
11 Kelly Schumacher · 
12 Belinda Snell · 
13 Penny Taylor-Gil · 
21 Jennifer Lacy · 
23 Cappie Pondexter · 
24 Jennifer Derevjanik · 
33 Kelly Mazzante · 
50 Tangela Smith · 
Coach Paul Westhead
2 Temeka Johnson · 
3 Diana Taurasi · 
11 Ketia Swanier · 
13 Penny Taylor · 
21 Brooke Smith · 
23 Cappie Pondexter · 
24 DeWanna Bonner · 
30 Nicole Ohlde · 
33 Kelly Mazzante · 
43 Le'coe Willingham · 
50 Tangela Smith · 
Coach Corey Gaines